# Campo di ghiaccio Stikine

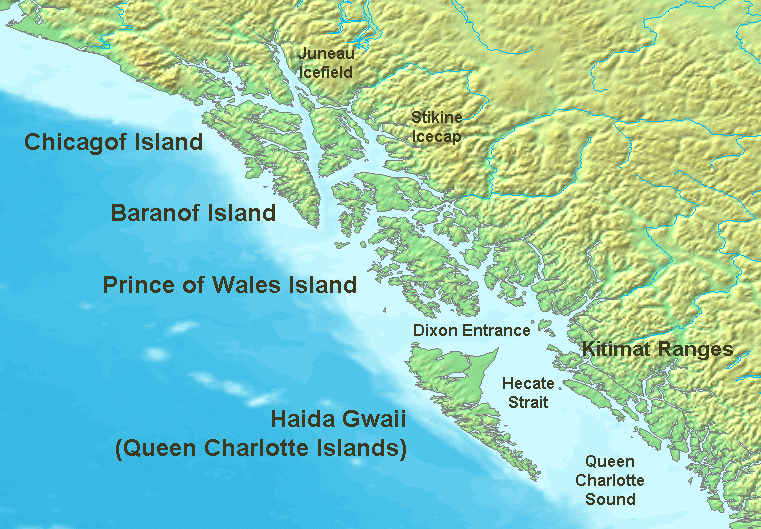
Mappa della regione del Panhandle in Alaska con il campo di ghiaccio Stikine

La Cappa di Ghiaccio Stikine (detta anche Campo di Ghiaccio Stikine) è un grande campo di ghiaccio di 21.876 km² a cavallo tra la regione del Panhandle in Alaska, (Stati Uniti) e la Columbia Britannica, (Canada).
Giace sulla catena montuosa Boundary Ranges appartenente alle Coast Mountains. All'interno dei confini statunitensi, gran parte del campo ghiacciato è sotto la giurisdizione della Foresta Nazionale Tongass ed è parte della riserva naturale Stikine-LeConte. Questo enorme campo di ghiaccio alimenta il fiume Taku che ne segna il confine settentrionale oltre ad alcuni suoi affluenti e il fiume Stikine che ne segna il confine meridionale oltre ad alcuni suoi affluenti, tra cui il fiume Chutine.
Il campo di ghiaccio Stikine è il progenitore dei ghiacciai Leconte e Sawyer sul versante statunitense e del Great Glacier sul versante canadese. Sempre sul versante canadese, nella parte meridionale dello Stikine, oltre al Great Glacier, troviamo il Mud Glacier e il Flood Glacier che formano il confine della piccola catena montuosa Boundary, facente parte della più grande catena delle Coast Mountains sulla quale giace il campo di ghiaccio Stikine e che segna il confine rivendicato dagli Stati Uniti prima del trattato di Hay-Herbert del 1903.
Il campo di ghiaccio Stikine è inoltre famoso per le sue cime pericolose ed impegnative e le sue guglie di granito, tanto da essere considerato la versione nordamericana della Patagonia. Vette di particolare rilievo comprendono il Kates Needle, il Devils Thumb, il Witches Tits, il Cat's Ears e il Burkett Needle.

## Note

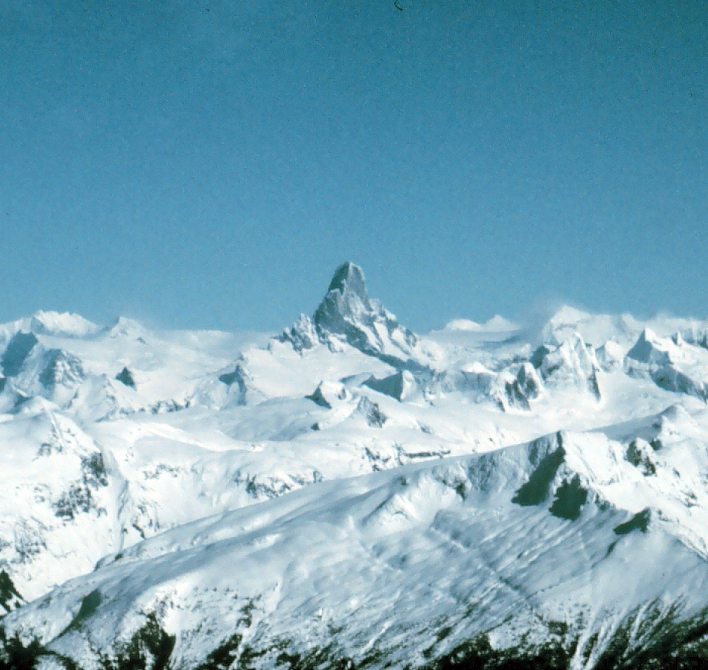
Il Devils Thumb si erge sopra il campo di ghiaccio Stikine